# Sunny (sångare)
Lee Soon-kyu (hangul: 이순규), mer känd under artistnamnet Sunny (hangul: 써니), född 15 maj 1989, är en amerikansk-sydkoreansk sångerska och skådespelare.
Hon har varit medlem i den sydkoreanska tjejgruppen Girls' Generation sedan gruppen debuterade 2007.

## Diskografi

### Singlar
| År   | Titel                                                                                             | Topplacering          |
| År   | Titel                                                                                             | Sydkorea (Gaon Chart) |
| ---- | ------------------------------------------------------------------------------------------------- | --------------------- |
| 2014 | "First Kiss"                                                                                      | —                     |
| 2015 | "Heart Throbbing" (med Rooftop House Studio)                                                      | 89                    |
| 2016 | "Sound of Your Heart" (med Lee Dong-woo, Yesung, Luna, Seulgi, Wendy, Taeil & Doyoung) SM Station | —                     |

### Soundtrack
| År   | Titel                       | Topplacering          | Serie                 |
| År   | Titel                       | Sydkorea (Gaon Chart) | Serie                 |
| ---- | --------------------------- | --------------------- | --------------------- |
| 2008 | "You Don't Know About Love" | —                     | Working Mom           |
| 2009 | "It's Love" (med Taeyeon)   | —                     | Heading to the Ground |
| 2010 | "Your Doll"                 | 88                    | Oh! My Lady           |
| 2012 | "It's Me" (med Luna)        | 25                    | To the Beautiful You  |
| 2013 | "The 2nd Drawer"            | —                     | The Queen's Classroom |

## Filmografi

### Film
| År   | Titel                              | Roll                                 |
| ---- | ---------------------------------- | ------------------------------------ |
| 2012 | The Outback                        | Miranda (röstroll) koreansk dubbning |
| 2014 | Rio 2 – Prövar vingarna i Amazonas | Jewel (röstroll) koreansk dubbning   |

### TV-drama
| År   | Titel                      | Kanal   | Roll      |
| ---- | -------------------------- | ------- | --------- |
| 2008 | Unstoppable Marriage       | KBS2    | cameoroll |
| 2009 | Tae-hee, Hye-kyo, Ji-hyun! | MBC     | cameoroll |
| 2011 | Sazae-san: Special 3       | Fuji TV | cameoroll |